# Карл Австрийский-Эсте
Эрцгерцог Карл Австрийский-Эсте (2 ноября 1785[…], Милан — 2 сентября 1809[…], Тата, Татаский яраш) — архиепископ Эстергома с 16 марта 1808 года до своей смерти.

## Биография

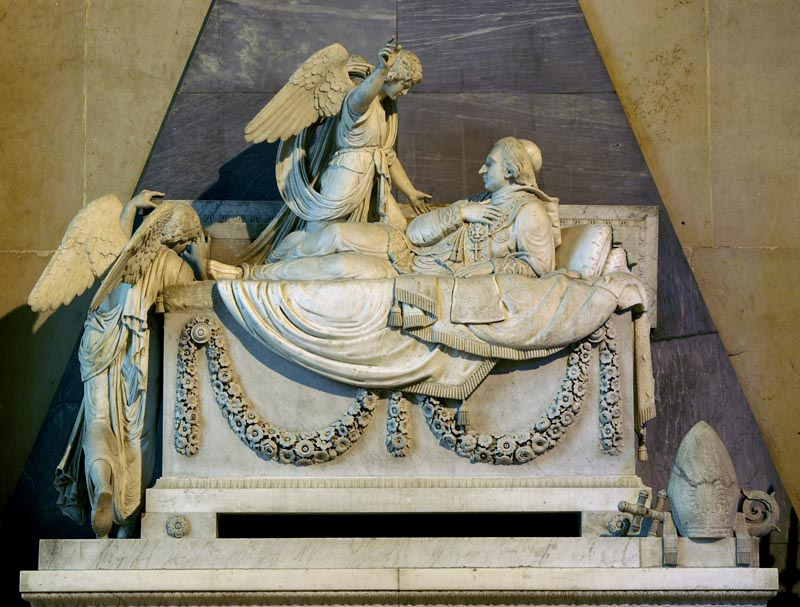
Гробница Карла Австрийского-Эсте

Карл Австрийский-Эсте был шестым сыном эрцгерцога Фердинанда Австрийского-Эсте (сына Марии Терезии Австрийской и губернатора Италии) и его жены, принцессы Марии Беатриче д’Эсте, герцогини Массы и Каррары, леди Луниджана.
Свою юность он провел в Монце, куда его семья бежала после французского вторжения в герцогство Модена. Пожив в Вероне, Падуе, Триесте и Любляне, его семья переехала в Винер-Нойштадт.
Из-за хрупкого здоровья он был предназначен для церковной жизни. Он стал епископом Ваца в 1806 году и два года спустя архиепископ Эстергома, что сделало его примасом Венгрии.
Он умер год спустя, не дожив два месяца до 24-го дня рождения.